# Eugenia Krzeczkowska
Eugenia Krzeczkowska (ur. 20 kwietnia 1919 we Lwowie, zm. 19 kwietnia 1995 w Warszawie) – polska ekonomistka i statystyczka.

## Życiorys
Przyszła na świat w rodzinie robotniczej. W 1934 wstąpiła do Komunistycznego Związku Młodzieży Zachodniej Ukrainy, w 1936 do Komitetu Dzielnicowego KZM ZU we Lwowie na Łyczakowie. W 1937 skończyła szkołę średnią i zaczęła pracę w firmie Herzog.
Po wkroczeniu Armii Czerwonej do Lwowa wstąpiła do Komsomołu. W latach 1939–1941 była dyrektorką firmy Herzog. W latach 1941–1943 studiowała na Wydziale Planowania Instytutu Gospodarki Narodowej w Samarkandzie. Studia przerwała i zgłosiła się na ochotniczkę do tworzonego w ZSRR Wojska Polskiego. W latach 1942–1943 była pełnomocniczką Ministerstwa Handlu ZSRR. W 1943 została kandydatką WKP(b). Należała do Związku Patriotów Polskich. W latach 1944–1945 była członkinią batalionu szturmowego WP. Potem pracowała w Zarządzie Głównym Polityczno-Wychowawczym WP i Wydziale Personalnym jako inspektorka. W 1945 została zdemobilizowana w stopniu porucznika.
W latach 1945–1946 była instruktorką KW PZPR w Katowicach, a w latach 1946–1950 pełniła taką funkcję na Wydziale Ekonomicznym KC PZPR. Studiowała na Wydziale Społeczno-Politycznym Akademii Nauk Politycznych w Warszawie, w 1951 uzyskując magisterium z ekonomii. Potem uczyła się w Instytucie Kształcenia Kadr Naukowych przy KC PZPR, co w 1954 zaowocowało doktoratem.
W 1954 zaczęła pracę w GUS jako doradczyni prezesa. Nadzorowała pracę departamentów: Bilansów Gospodarki Narodowej, Opracowań Zbiorczych, Statystyki Międzynarodowej i Współpracy z Zagranicą. Kierowała pracami zespołu badającego dochód narodowy. W 1955 powołano ją do Kolegium GUS. W latach 1955–1981 była przewodniczącą Komitetu Redakcyjnego GUS. Była współautorką „Rocznika Statystycznego”. Opracowywała dane ze spisów powszechnych.
Zajmowała się koncepcjami statystycznych badań przepływów międzygałęziowych. Zajmowała się porównaniami poziomu i struktury spożycia między Polską a m.in. Węgrami, Czechosłowacją, Austrią i Francją. Od roku akademickiego 1963/1964 na Uniwersytecie Warszawskim prowadziła wykłady na temat międzynarodowych porównań dochodu narodowego. Jako delegatka GUS w latach 1958–1964 brała udział w pracach Stałej Komisji Statystycznej RWPG jako przewodnicząca polskiej delegacji w stałej grupie roboczej ds. dochodu narodowego Komisji Ekonomicznej RWPG. Uczestniczyła w pracach Konferencji Statystyków Europejskich Europejskiej Komisji Gospodarczej. W latach 1963–1980 brała udział w kilkudziesięciu międzynarodowych konferencjach i spotkaniach środowiska statystycznego. Była organizatorką powstałego w 1965 Zakładu Badań Statystyczno-Ekonomicznych. W latach 1966–1981 była jego dyrektorką. W 1973 uzyskała stopień docenta.
Jest autorką monografii oraz artykułów w „Wiadomościach Statystycznych”, „Ekonomiście”, „Nowych Drogach”, „Życiu Gospodarczym” i „Review of Income and Wealth”. Należała do Komitetu Nauk Ekonomicznych Polskiej Akademii Nauk (1975–1980), Komitetu Statystyki i Ekonometrii PAN (1975–1977) i Naukowej Rady Statystycznej.
W 1980 zrezygnowała z pracy z powodu ciężkiej choroby. Została pochowana na cmentarzu komunalnym na Powązkach (dawnym wojskowym) w Warszawie.
Jej mężem był Eugeniusz Szyr.

## Odznaczenia
- Krzyż Partyzancki (1946)
- Złoty Krzyż Zasługi (1955)
- Krzyż Kawalerski Orderu Odrodzenia Polski (1956)
- Krzyż Oficerski Orderu Odrodzenia Polski (1964)
- Brązowy Medal za Zasługi dla Obronności Kraju (1966)
- Medal 30-lecia Polski Ludowej (1974)
- Odznaka Honorowa „Zasłużony Pracownik Państwowy” (1976)[1].